# Marca auricolare

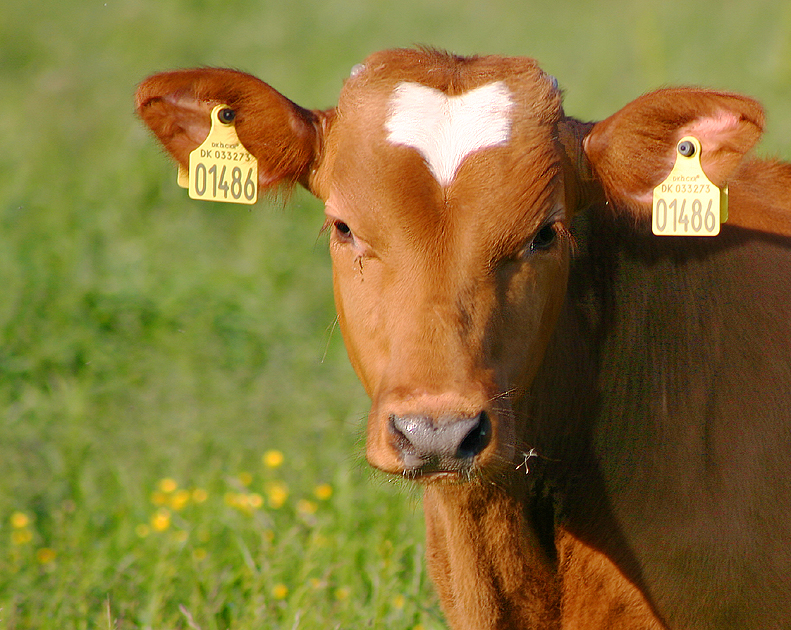
Vitello con marche auricolari gialle

La marca auricolare (o marchio auricolare) è un cartellino identificativo in plastica, applicato all'orecchio di un animale da bestiame o selvatico. Sebbene i criteri che devono rispettare dipendano da paese a paese, è generalmente richiesto che esse siano chiaramente leggibili, non nuociano all'animale e vadano applicate tramite apposite pinze.